# Lady Vegas
Lady Vegas ist ein US-amerikanischer Spielfilm von Stephen Frears aus dem Jahr 2012 mit Bruce Willis, Rebecca Hall, Catherine Zeta-Jones und Vince Vaughn in den Hauptrollen. Der Film basiert auf einer wahren Begebenheit, die von Beth Raymer in dem Buch Lay the Favorite: A Memoir of Gambling festgehalten wurde.

## Handlung
Die hübsche Beth versucht ihr Glück in Las Vegas und will dort als Kellnerin arbeiten. Sie trifft jedoch auf Holly, die ihr einen Job beim Buchmacher Dink verschafft. Sie platziert für ihn Wetten bei den Wettbüros der Casinos und setzt für ihn Wetten telefonisch bei Wettbüros in der Karibik.
Beth beginnt sich in Dink zu verlieben. Dinks Frau Tulip bekommt dies jedoch mit, worauf Dink Beth kündigt. Im Casino lernt Beth Jeremy kennen, die beiden verbringen die Nacht miteinander und Beth beschließt mit Jeremy nach New York zu gehen.
Bei Dink läuft das Wettgeschäft sehr schlecht. Als Beth gerade ihr Motelzimmer räumen will, taucht Dink auf und kann sie überreden wieder für ihn zu arbeiten. Die Geschäfte laufen bei Dink jedoch weiterhin schlecht. Da Dink zunehmend cholerisch wird, kündigt Beth und geht nach New York zu Jeremy. Statt sich einen legalen Job zu suchen, beginnt sie für den Buchmacher Rosie in New York zu arbeiten. Sie sammelt für ihn die Wetteinsätze ein und verteilt die Wettgewinne an die Spieler. Darüber hinaus stellt sie den Kontakt zwischen Rosie und dem Spieler Dave her. Im Gegensatz zu Las Vegas sind derartige Wettbüros in New York jedoch illegal. Dink warnt Beth vor den illegalen Geschäften von Rosie.
Rosie eröffnet ein eigenes Wettbüro auf der Karibikinsel Curaçao, da Glücksspiel dort legal ist. Beth geht mit Rosie dorthin, um das Wettbüro zu leiten. Jeremy bleibt in New York und übernimmt dort für Beth die Wettabrechnungen. Das Wettbüro in Curaçao läuft jedoch nicht so, wie Beth es sich vorgestellt hat. Beth beschließt daher zurück nach New York zu gehen. Als Dave seine Spielschulden nicht bezahlen will, droht das illegale Wettgeschäft in New York aufzufliegen. Dink und Tulip beschließen nach New York zu fliegen und dort Beth und Jeremy zu helfen. Nach einiger Suche können sie Dave ausfindig machen und Beth setzt ihn unter Druck, um das Geld einzutreiben. Um seine Schulden zu begleichen, platziert Dave eine letzte Wette. Beth geht auf den Handel ein. Dave kann seine Wette schließlich gewinnen.

## Kritik
„In diesem Spiel um Sein und Schein findet der Film leider nie die richtige Balance… In Lady Vegas schmeißt [Stephan Frears] alles zusammen und kann es doch nicht schlüssig verbinden. Wie das Wetten funktioniert, wie Beth die Quote beeinflusst und so mehr Geld macht – das erfährt der Zuschauer nie und kann so Beths Freude am Wetten auch nicht teilen.“

Von den bei Rotten Tomatoes gesammelten Filmkritiken fallen 25 % positiv aus (Stand Dezember 2012).

## Veröffentlichung
Der Film startete in Deutschland am 19. Juli 2012 in den Kinos. In den USA lief er ab dem 7. Dezember 2012.